# Walter Ulbricht
Walter Ernst Paul Ulbricht (Lipcse, 1893. június 30. – Groß Dölln, Templin része, 1973. augusztus 1.) kommunista német politikus, az NDK államtanácsának elnöke.

## Élete

### Korai tevékenysége
Eredeti szakmája asztalos volt. 1908-ban lépett be a lipcsei Ifjú Munkások Egyesületébe, 1912-ben a szociáldemokrata párt tagja lett. Az első világháború alatt Európa több hadszínterén is megfordult. 1917-ben belépett a Független Német Szociáldemokrata Pártba. A német hadsereg 1918. novemberi összeomlásakor tagja lett alakulata katonatanácsának. 1920-ban feleségül vette Martha Schmellinskyt. Lipcsébe való visszatérése után részt vett a Németország Kommunista Pártjának megalapításában és e párt színeiben Szászország tartományi parlamentjének képviselője is lett. 1928-tól kezdve képviselő a Reichstagban és tagja az NKP központi bizottságának.

### 1933és1945között
1933-ban, a kommunista párt feloszlatásakor illegalitásból vezette tovább pártját. A nemzetiszocialista hatalom elől Párizsba, majd Prágába menekült. A második világháború kezdete előtt Moszkvába emigrált és a moszkvai rádió német nyelvű adásának munkatársa lett. Felkereste a szovjet hadifogságba esett német katonákat és megpróbálta őket megnyerni egy háború után megalapítandó kommunista német állam ügyének. A sztálingrádi csatában hangszórókon keresztül ő szólította fel megadásra a bekerített német katonákat. 1943-tól a Szabad Németország Nemzeti Bizottságának tagja. Propagandisztikus okokból támogatta az emigráns német kommunisták és a hadifoglyok együttműködését.

### AzNDKélén

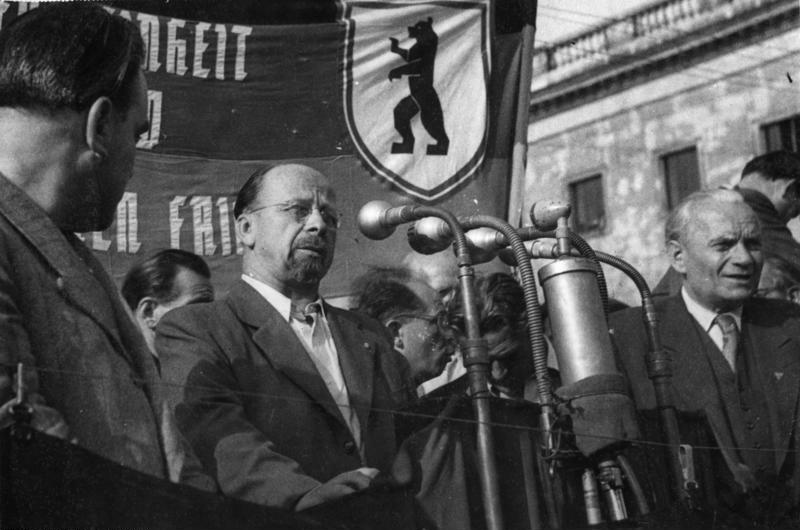
Walter Ulbricht 1946-ban

A köré szerveződő csoport élén 1945. április 30-án érkezett meg a megsemmisült Németországba. Újjászervezte a Német Kommunista Pártot, majd 1946-ban kikényszerítette a szovjet megszállási övezetben működő SPD és a kommunista párt egyesítését (NSZEP). 1949-ben az NDK megalapítása után a Minisztertanács főtitkára lett. 1950-ben kinevezték a NSZEP központi bizottságának főtitkárává, majd 1953-ban a NSZEP főtitkárává. Ezután újból megnősült, második felesége a kommunista mozgalomból ismert Lotte Kühn lett. Sztálin halála után ideiglenesen megingott vezető pozíciója. Furcsa módon éppen a Sztálin halála után kitört zavargások erősítették meg posztján, mivel a szovjetek nem kívánták Ulbricht leváltásával gyengeségük jelét adni. Ulbrichtot a sztálinizmus és a személyi kultusz iránti mély elkötelezettsége arra sarkallta, hogy fellépjen a párton belüli kritikusaival szemben, akiket 1958 folyamán „frakcióskodóknak” bélyegzett és kizáratott a pártból.

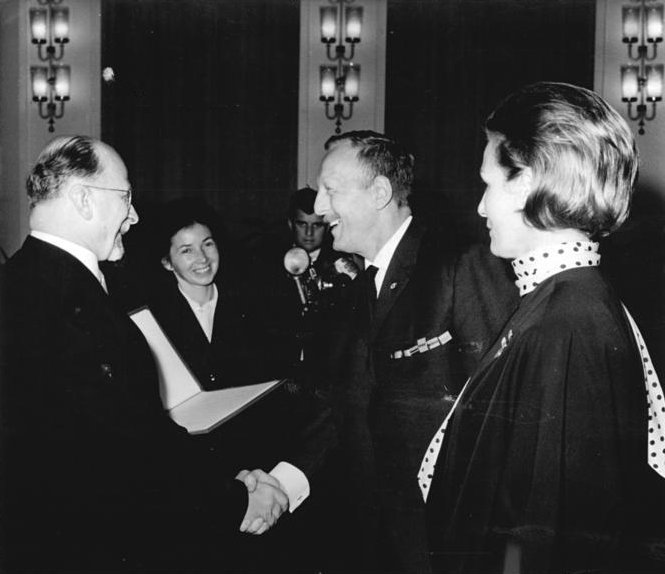
Ulbricht (balra) átadja az NDK Nemzeti Díját Erwin Geschonneck színművésznek (1961)

1960-ban az újonnan megalapított államtanács elnöke, ezáltal a szocialista NDK államfője lett. Tevékenysége során a kemény kéz politikáját követte. 1961. augusztus 13-án az ő utasítására kezdődött meg a berlini fal építése és 1968-ban támogatta a Varsói Szerződés csapatainak csehszlovákiai bevetését a prágai tavasz leverése céljából.

Az NDK államtanács-elnökének hivatali zászlaja

Elnöki tevékenysége során szembesült országa NSZK-val szembeni fokozódó lemaradásának problémájával. 1963-ban a Tervezés és Vezetés Új Gazdasági Rendszere (Neues Ökonomisches System der Planung und Leitung, NÖS) címmel próbálta meg a szocialista tervgazdálkodást nagyobb teljesítményre fogni. Felfogása szerint az egyes üzemeknek nagyobb szabadságot kell kapniuk a működésüket érintő kérdésekben, mivel helyben jobb döntések születhetnek. Ulbricht vesszőparipája volt a gazdaság és a politika természettudományos és szociológiai ismereteken alapuló eszközökkel való vezetése. Ulbricht a szocializmust nem a kommunizmusba való átmenet egy rövidke fázisaként kezelte, hanem a „kapitalizmusból a kommunizmusba való világméretű átmenet viszonylagosan önálló szociálökonómiai formációjaként” tekintett rá.
Az új rendszer sikerrel korrigálta a sztálinista gazdaságpolitika hibáit és növekvő gazdasági teljesítményhez vezetett. 1965-től kezdve azonban a párton belül a reformot ellenzők köreinek egyre növekvő ellenállást kellett leküzdenie. A NÖS következményeként egyre több szakember és értelmiségi jutott döntési helyzetbe a társadalmat vagy a gazdaságot érintő kérdésekben, amely kiváltotta a NSZEP egyes tagjainak elégedetlenségét. Ezt a belső ellenzéket a párttagság jelentős része mellett a Brezsnyev bizalmát is élvező Erich Honecker vezette. A pártvezetés ellenállása miatt 1970-re igencsak meggyengült Ulbricht helyzete a párton belül.
Külpolitikájában Ulbricht azt az álláspontot képviselte, hogy a két német állam között csak akkor normalizálódhatnak a viszonyok, ha egymás függetlenségét kölcsönösen elismerik. Emiatt az NDK létét el nem ismerő nyugatnémet politikával szemben is az el nem ismerés politikáját alkalmazta.
1971-ben Ulbrichtot „egészségügyi okokból” szinte valamennyi pozíciójából leváltották és helyére a Brezsnyev által támogatott Erich Honeckert állították.

### Életének alkonyán
Jelentéktelen tisztségeit haláláig megtarthatta és fenntartották számára az akkor semmiféle hatalmat nem jelentő NSZEP-főtitkári tisztséget is. 1973-ban a keletnémet állam döllenseei vendégházában halt meg a X. Világifjúsági és diáktalálkozó idején. Ulbricht díszsírhelyet és hivatalos állami temetést kapott a friedrichsfelde temetőjében lévő Szocialisták Mauzóleumában. Nem sokkal halála után nevét törölték az NDK valamennyi tankönyvéből.
Egy fogadott leánygyermeke volt.

## Magyarul megjelent művei
- Willi Bredel: Ernst Thälmann. Politikai életrajz. Walter Ulbricht 1949. augusztus 18-án tartott emlékbeszédével; Wilhelm Pieck; Állami Irodalmi és Művészeti Kiadó, Bukarest, 1953
- A fasiszta német imperializmus 1933–1945; Szikra, Bp., 1954
- Walter Ulbricht levele Konrad Adenauerhoz; Athenaeum Ny., Bp., 1960